# Морайтинис, Аристидис
Аристидис Морайтинис (греч. Αριστείδης Μωραϊτίνης; 1891 — 22 декабря 1918) — один из пионеров греческой авиации, участник Балканских войн 1912—1913 годов, участник первого в мире полёта военно-морской авиации, единственный греческий ас (9 побед) Первой мировой войны.

## Биография
Аристидис Морайтинис родился на острове Эгина в 1891 году.
Поступил в военно-морское училище в 1906 году, которое закончил в 1910 году.
С началом Первой Балканской войны, в звании мичмана, Морайтинис добровольно вступил в только-что сформированное авиационное соединение в Мудрос, остров Лемнос. 24 января (5 февраля) 1913 года лейтенант Михаил Мутусис и Морайтинис (в качестве наблюдающего) получили приказ произвести разведывательный полет для обнаружения османского флота, укрывшегося в Дарданнелах после поражения от греческого флота (см. Сражение при Лемносе (1913)) Полет был совершен на переделанном в гидроплан самолёте Maurice Farman MF.7. Турецкий флот был обнаружен в районе базы Нара. Пилоты сбросили на турецкий флот 4 бомбы, не причинив однако туркам серьёзных повреждений, и развернулись к Лемносу. Этот полет был охарактеризован как первый в мировой истории полет военно-морской авиации.
На обратном пути Мутусис — Морайтинис совершили вынужденное приводнение в Эгейском море, по причине проблем с мотором. Самолёт был подобран и отбуксирован на Лемнос находившимся поблизости греческим эсминцем Велос.

## Первая мировая война

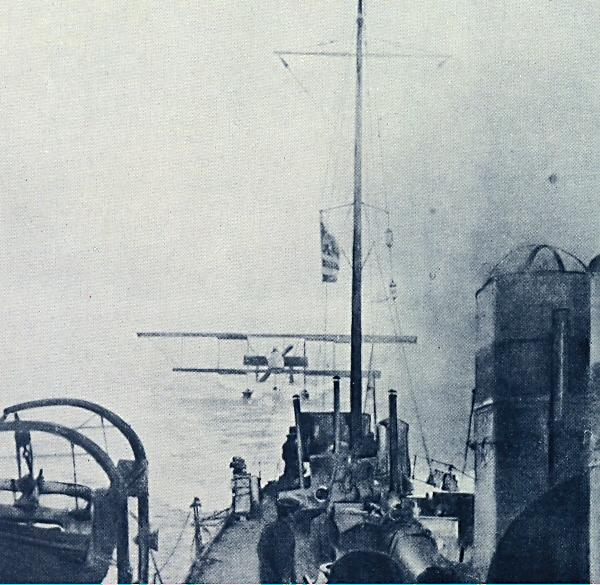
Велос подбирает Farman MF.7 Мутусиса и Морайтиниса

В 1914 году Морайтинис совместно с Камперос, Димитриос основали первую военно-морскую воздушную академию. Одновременно Морайтинис участвовал в создании первого в Греции авиационного завода (впоследствии Государственный авиационный завод).
Когда Греция вступила в Первую мировую войну на стороне Антанты в 1917 году, Морайтинис был переведен в Северное Эгейское море, где воевал под командованием британских королевских морских воздушных сил (Royal Naval Air Service), летая на самолетах Sopwith Camel.
20 января 1918 года, сопровождая 2 британских гидроплана Sopwith Baby, вылетевших на бомбардировку турецкого линейного крейсера Явуз Султан Селим (бывший германский Goeben), Морайтинис вступил в бой с 10 вражескими самолетами, сбив 3 из них.
К концу Первой мировой войны, Морайтинис одержал 9 воздушных побед, став единственным греческим асом этой войны. Он также стал командиром греческой военно-морской эскадрильи.
22 декабря 1918 года, во время перелета из Салоники в Афины, его самолет разбился по причине плохой погоды на горе Олимп.

## Награды
- греческий Военный крест
- британский Орден «За выдающиеся заслуги»[8]
- от британского командования Морайтинис получил новый самолет

Airco DH.9 с надписью «To the Commander A. Moraitinis, D.S.O.»